# Chantal Lambert
Chantal Lambert is een Vlaamse presentatrice. Ze genoot een opleiding als tolk Engels/Spaans. Ze was een van de vaste belspelpresentatrices bij VT4 en VijfTV.

## Het SI/IS-incident
Eind februari 2007 ontstond er commotie wegens overduidelijke oplichterij van Lambert op VIJFtv in een belspel. Men moest een woord vormen met de letters S en I. Toen er een beller was die het woord "SI" als antwoord opgaf, draaide de presentatrice de envelop met het antwoord snel om zodat er "IS" zou staan. Dit werd echter opgemerkt en op YouTube geplaatst. 
De weken erna veroorzaakte dit incident veel commotie in de media en werd de presentatrice meerdere malen bedreigd, waar ze ook aangifte van deed. Ze zei tevens in de krant HLN dat ze wel op de hoogte was van de oplichterij, maar instructies van de regisseur kreeg om het te doen. Uiteindelijk kreeg de beller alsnog de prijs van 2000 euro en werd Lambert, die ook actief was in de politiek, van de kieslijst van de VLD in Turnhout geschrapt.